# Куринцы
 Куринцы  — опустевшая деревня в Шабалинском районе Кировской области. Входит в состав Новотроицкого сельского поселения.

## География
Расположена на расстоянии примерно 21 км по прямой на север от райцентра поселка Ленинское.

## История
Известна была с 1873 года как починок Барутинской, где дворов 6 и жителей 49, в 1905 14 и 102, в 1926 (деревня Куринцы или Баруткинское) 20 и 113, в 1950 21 и 53, в 1989 2 жителя.

## Население
Постоянное население не было учтено как в 2002 году, так и в 2010.